# Internationella matematiska kongressen
Den Internationella matematiska kongressen 1893 var en kongress som ägde rum före den första Internationella matematikerkongressen. Den ägde rum mellan 21 och 26 augusti 1893 i Chicago, USA, och hölls i samband med World's Columbian Exposition.
Kongressen anses inte vara en del av Internationella matematikerkongressen eftersom 41 av de 45 deltagarna var från USA. Matematikern Felix Klein förde dock med sig artiklar av tyska, franska, österrikiska, italienska och schweiziska matematiker för publicering i kongressens handlingar.

## Bakgrund
Felix Klein höll kongressens öppningstal. Talet kallades "The present state of mathematics" och innehöll ett "manifest" för framtida internationellt samarbete mellan matematiker.
Felix Klein var en stor anhängare av internationellt samarbete inom matematik. Georg Cantor, vars insatser ledde till grundandet av German Mathematical Society, trodde på detsamma. Deras mål var gemensamt, men de motiverades av skilda personliga skäl. Georg Cantor ansåg att hans arbete blev orättvist kritiserat av hans nära kollegor, så han ville ha en större plattform för att främja sina idéer. Felix Klein hade starka idéer om matematikundervisning och matematikforskning, och var en ivrig organisatör som ville se sina idéer på en större scen.